# Нацька сільська рада (Ганцевицький район)
На́цька сільська рада (біл. На́цкі сельсавет) — адміністративно-територіальна одиниця у складі Ганцевицького району Берестейської області Білорусі. Адміністративний центр — село Начь (до 1954- село Локтиші).
Створена 12 жовтня 1940 року в Ганцевицькому районі Пінської області як Локтишська сільська рада з центром в селі Локтиші. З 08 січня 1954 року— у Берестейській області. 16 липня 1954 року перейменовано в Нацьку, центр перенесено в село Начь. З 25 грудня 1962 року по 30 липня 1966 року в Ляховицькому районі.

## Населення
За переписом населення Білорусі 2009 року чисельність населення сільської ради становить 1306 осіб, з них 1289 білорусів, 12 росіян, 2 поляки, 3 українці . 

## Склад
У складі сільської ради села: Гута, Кришиловичі, Куково-Бор, Локтиші, Мельники, Начь, Остров, Ясенець